# Akademik-ženi Plovdiv
L'Akademik-ženi Plovdiv (in cirillico Академик-жени Пловдив) è una società bulgara di pallacanestro con sede a Plovdiv, in Bulgaria.

## Storia
Ha vinto un campionato bulgaro e una Coppa di Bulgaria. È stata vicecampionessa bulgara nel 2011-2012.
La società ha partecipato a tre edizioni di Coppa Ronchetti e una di EuroCup Women.
Nel 1988-1989 è stata eliminata dagli ottavi della Coppa dall'Enichem Priolo, dopo una doppia pesante sconfitta; è stato il miglior risultato della squadra nella competizione, dopo aver superato anche il preliminare.

## Palmarès
- Zheni A grupa: 1

2001
- Coppa di Bulgaria (pallacanestro femminile): 1

2002